# Guérin (Lot-et-Garonne)
Guérin település Franciaországban, Lot-et-Garonne megyében. Lakosainak száma 247 fő (2022. január 1.). Guérin Montpouillan, Argenton, Bouglon, Cocumont, Romestaing és Samazan községekkel határos.

## Népesség
A település népességének változása:
| Lakosok száma | 247  | 227  | 217  | 235  | 254  | 252  | 249  | 254  | 251  | 247  |
|               | 1968 | 1982 | 1990 | 2006 | 2013 | 2015 | 2017 | 2019 | 2020 | 2022 |